# コートヤード・マリオット銀座東武ホテル
コートヤード・マリオット銀座東武ホテル（Courtyard Tokyo Ginza Hotel）は、東京都中央区銀座にあるホテル。東武ホテルグループ、コートヤードブランド（マリオット・インターナショナル）。運営は株式会社東武ホテルマネジメント。

## 特徴
1987年10月、東武鉄道創業90周年記念事業の一環として当初「銀座東武ホテル」として開業。このホテル以降、東武ホテルの内装デザインはアメリカ合衆国のデザイナー、ロバート・マーチャントが担当。当初はラマダと、1999年からはマリオットと提携し、マリオットブランドの一つ「ルネッサンスホテル」を名乗り、「銀座東武ホテルルネッサンス東京」へ改称。2007年4月1日に日本初のマリオット系中価格ブランド「コートヤード・バイ・マリオット」にリブランドされ、現名称となる。 
後述の休館まではプレミアムフロア含む全206室で、高速インターネット接続可能。4つのレストラン&バー、大小宴会場、コンシェルジュデスク、ビジネスセンター、フィットネスジムなどを備えていた。
2023年5月9日よりリニューアル工事のため、一時休館。同年12月1日（レストランは11月1日、宴会施設は9月4日）に営業を再開する。客室は内装・空調・バスルームが一新され、一部が拡張されたことに伴い、客室数は196室に減少。レストラン&バーは新設のオールデイダイニング「RISTASIX」を含む3ヶ所となり、その他に専門店5店（そのうち3店舗は飲食店）等も新設される。
東武グループが運営する東京スカイツリーのオフィシャルホテルの一つである。

## 客室
- 11階：プレミアムフロア
- 4階 - 10階：コートヤードフロア

## 設備
- RISTASIX オールデイダイニング
- 光琳 バー
- むらき 日本料理

ほか

## アクセス
- 鉄道
  - 東京メトロ日比谷線・都営地下鉄浅草線東銀座駅より徒歩1分
  - 東京メトロ銀座線・丸ノ内線銀座駅より徒歩5分
  - JR線・山手線・京浜東北線・東海道本線・横須賀線新橋駅より徒歩10分
  - JR線・山手線・京浜東北線有楽町駅より徒歩10分

- バス
  - 成田国際空港から東京空港交通のリムジンバスが運行されている。